# Argine (gruppo musicale)
Gli Argine sono un gruppo musicale napoletano di musica post-punk/neofolk fondato da Corrado Videtta nel 1992.

## Il gruppo
Il gruppo nasce ad opera del duo Corrado Videtta e Marco Consorte, compositori, cantanti e chitarristi. Nel primo periodo i due musicisti collaborano con diverse personalità artistiche che successivamente entrano a far parte a pieno titolo della formazione.
Nel corso degli anni la band ha assistito all'avvicendarsi vari artisti, tra questi fanno il loro ingresso nel gruppo il violinista Alfredo Notarloberti, l’autore e percussionista Giuseppe Episcopo, il trombettista Fulvio De Fuccia, il sassofonista Tommaso De Fuccia, il soprano Carmen D'Onofrio, il bassista Ferruccio Milanesi, il soprano Cecilia Videtta, la violinista Caterina Bianco, il tastierista Luigi Rubino, il bassista Michele De Finis.
I dischi degli Argine si avvalgono di importanti collaborazioni con musicisti della scena dark e non: Lucia Vitrone, voce dei Contropotere, ospite nell'album Mundana Humana Instrumentalis; Elena Previdi, tastierista e fisarmonicista dei Camerata Mediolanense, nell'album Luctamina in rebus; Cristiano Santini, voce dei Disciplinatha, partecipò nell'EP Memorie; Luigi Rubino, tastierista degli Ashram attuale membro degli Argine, partecipò precedentemente in vari album, Daniele Landolfi dei One HUndred Club ospite nell'album Pathos!.
Nel 1997 gli Argine, con Federico Fiumani dei Diaframma, diedero vita al brano Marisa Allasio.
Il 2001 vede l'ingresso, nella formazione della band, il batterista Alessio Sica e nello stesso anno pubblicano Luctamina in rebus;; nel 2004 incidono l'album Le luci di Hessdalen;, e, nel 2010 Umori d'autunno (Il filo spinato e le bolle di sapone) e nel 2018 uscì Pathos!.
Nel 2020 esce il singolo Infinito.
Dopo la pausa forzata del 2020 causata dalla pandemia di Covid-19, nel 2022 riprendono l'attività artistica con una nuova formazione. 

## Stile
Nel corso degli anni Argine hanno conosciuto diversi cambiamenti di stile e immagine consistenti nel passaggio dalle iniziali sonorità post-punk, a suoni acustici e tendenti al neofolk. Concettualmente i testi in italiano sono impregnati di un visionario e romantico decadentismo.

## Formazione
Da novembre 2022 il gruppo è composto da: 
- Corrado Videtta (voce, chitarre)
- Carolina Festa (voce)
- Luigi Rubino (pianoforte e synth)
- Carlo Landolfi (basso)
- Angela Musco (violino)
- Alessio Sica (batteria, percussioni)

Ex membri:
- Cristina Patturelli (voce)
- Giuseppe Bellotta (violino)

## Discografia

### Album
- 1997 - Mundana humana instrumentalis,  CD, Energeia
- 2001 - Luctamina in rebus,  CD, Oktagon Records
- 2004 - Le luci di Hessdalen, CD, Ark Records
- 2010 - Umori d'autunno (Il filo spinato e le bolle di sapone), CD, Ark Records
- 2018 - Pathos!, CD, Ark Records

### Album dal vivo
- 2000 - Roma, LP, vinile nero, Oktagon/Misty Circles/Wolf age

### Raccolte
- 2003 - Rifrazioni, CD, Ark Records

### EP
- 1998 - Marisa Allasio/Mundana Humana Instrumentalis (revived version) (7", Energeia)
- 2000 - Memorie (MDC, Oktagon/Misty Circles/Wolf age)
- 2006 - Acqua Mossa, split con Lily's Puff ed Autunna et sa Rose, (7", Ark Records)

### Singoli ufficiali pubblicati esclusivamente su piattaforme digitali
- 2020 - … infinito (ARK Records)

### Compilations/Artisti vari
- 1995 - Intimations of immortality vol. 2, CD, Energeia, con la canzone Martedì sera
- 1999 - Eisteddfod, CD, Cynfeirdd, con la canzone Mosaico (Cynfeirdd version)
- 1999 - Chain D.L.K. Compilation, volume #7, CD e magazine, Chain D.L.K., con la canzone Come un servo da mantice (dlk version)
- 2000 - The World Of Gothic, 2CD - Zyx, con la canzone Solitudo
- 2000 - Nightingale Compilation II, CD - Steady Beatz, con la canzone Solitudo
- 2000 - Ten Years Of Madness, 2CD, Achtung Baby!/Indiestate, con la canzone Mosaico (strumentale)
- 2000 - Oktagon The Sampler, CD, Oktagon, con la canzone Arm
- 2001 - Le Jardin Des Supplices, Eros Et Thanatos, CD - La Confession D'Un Masque, con la canzone Martedì sera (Le Jardin version)
- 2002 - Tempus arborum, CD, Eine Ars Auditionis, con la canzone Rifrazioni
- 2003 - Tutti A Casa! Ain Soph Tribute, CD, Hau Ruck! SPQR, con la canzone Datemi pace
- 2003 - Audacia imperat, CD, Old Europa Cafe/Misty Circles, con la canzone Immoto nel vento
- 2004 - Per:Version: Vol. 12, CD, Ritual PMA Intermedia, con la canzone Radjodramma
- 2005 - Looking for Europe - the neofolk compendium, CD, Auerbach Tontrager, con la canzone In silenzio[4]
- 2006 - Tal mont de lune, CD, Final muzik, con la canzone In silenzio (moon version)
- 2008 - OEC 100, CD, Old Europa Cafè, con la canzone Risveglio
- 2014 - Places, CD, Caustic Records, con la canzone Distesa (caustic exclusive version)